# Café Suisse
Café Suisse is een voormalig café-restaurant aan Herestraat 26 (voorheen Herestraat 20) te Groningen. Het pand werd in 1893 gebouwd naar ontwerp van de Groninger architect P.M.A. Huurman. Het rijk versierde eclectische gebouw is diverse keren verbouwd en is thans ingericht als winkelpand. Het staat geregistreerd als een rijksmonument.

## Geschiedenis
Vanaf 1921 werd het café de thuishaven van schaakgezelschap Staunton die er prompt het verenigings 50-jarige bestaan vierde met onder andere een schaaksimultaan van de Hongaarse schaakmeester Géza Maróczy. In 1924 gaf Jacques Davidson er een simultaan in de bovenzaal.
In 1936 ontstond een grote brand in de bovenverdieping van het pand. De directeur van Suisse probeerde zich via een sprong door het raam te redden, maar vond de dood nadat hij op fatale wijze op een uitstekend balkon terecht was gekomen.
In de ruim 70 jaar dat café-restaurant Suisse draaide was het een belangrijk ontmoetingspunt voor vele Groningers en een ijkpunt in het Groningse stadsbeeld geworden. De onderneming verliep prima tot 1963, maar door de enorme loonexplosie die in de daarop volgende jaren plaatsvond zagen de aandeelhouders er geen heil meer in en werd de zaak in 1967 opgedoekt.